# (1093) Freda
(1093) Freda és un asteroide pertanyent al cinturó d'asteroides descobert per Benjamin Jekhowsky el 15 de juny de 1925 des de l'observatori d'Alger-Bouzaréah, Algèria.
Inicialment es va designar com 1925 LA. Més tard, va ser anomenat en honor de l'enginyer de mines francès Fred Prévost.
Freda orbita a una distància mitjana del Sol de 3,132 ua, podent allunyar-se'n fins a 3,98 ua. Té una excentricitat de 0,2708 i una inclinació orbital de 25,21°. Triga a completar una òrbita al voltant del Sol 2024 dies.